# Yoweri Museveni
Pour les articles homonymes, voir Museveni.
Yoweri Museveni, né le 15 septembre 1944 à Ntungamo, est un homme d'État ougandais, président de la république d'Ouganda depuis 1986.
Commandant du Mouvement de résistance nationale (NRM), il monte une guerre de brousse contre le gouvernement du président Milton Obote après l’élection controversée de ce dernier en 1980. En 1986, le NRM parvient à renverser le gouvernement, lui permettant d'accéder à la présidence du pays. Au cours de sa présidence, il fait face à l'insurrection de l'Armée de résistance du Seigneur. En politique extérieure, il soutient une invasion rebelle du Zaïre pendant la première guerre du Congo en 1996, menant au renversement du dictateur zaïrois Mobutu Sese Seko l'année suivante. Il soutient également plusieurs groupes rebelles, notamment le Mouvement de libération du Congo (MLC) contre le nouveau gouvernement congolais de Laurent-Désiré Kabila puis de son fils Joseph Kabila dans la deuxième guerre du Congo de 1998 à 2003. Il continue à se maintenir au pouvoir encore à ce jour grâce à des amendements constitutionnels. En 2005, il parvient à éliminer la limitation des mandats, lui permettant de gagner un troisième mandat. En 2018, il supprime la limite d'âge présidentielle puis gagne un sixième mandat à l'issue de l'élection présidentielle de 2021.
Il est actuellement l'un des plus anciens dirigeants au pouvoir en Afrique et dans le monde. Il est souvent qualifié de dictateur par de nombreux médias et ONG. 
Il est également connu pour avoir promulgué en 2014 la loi anti-homosexualité visant à introduire la peine de mort pour les personnes LGBT+.

## Biographie

### Famille
Yoweri Tibuhaburwa Kaguta est né à Ntungamo, dans le sud-ouest de l’Ouganda, dans ce qui constitue encore le royaume d’Ankole, intégré au protectorat britannique sur l’Ouganda. Fils d’un riche propriétaire terrien, il appartient au groupe des Banyankolés ; une des ethnies des Himas et Tutsis de la région des Grands Lacs. Il reçoit le nom de Museveni (de « seven », « sept » en anglais) en hommage au septième bataillon du King's African Rifles, un régiment britannique d’infanterie coloniale au sein duquel ont servi des milliers d’Ougandais pendant la Seconde Guerre mondiale.

### Études et engagement armé
Élève chez les anglicans à l’école de Ntare, il part faire des études de sciences et d'économie à l’université de Dar es Salaam en Tanzanie de 1967 à 1970, pays alors dirigé par Julius Nyerere, l’un des principaux représentants du socialisme africain et qui accueille dans la capitale nombre de militants anti-colonialistes, des « guérilleros communistes jusqu’aux sociaux-démocrates » selon l’historien Gérard Prunier. Il se familiarise avec les mouvements nationalistes radicaux et se lie d’amitié avec, entre autres, l’historien guyanien Walter Rodney et John Garang, dont il soutiendra, une fois arrivé au pouvoir, la guérilla au Soudan au sein de l’Armée populaire de libération du Soudan (SPLA) . À l'université, il préside alors le Front des étudiants africains révolutionnaires (USARF). Sa thèse portait sur Frantz Fanon.
Museveni part ensuite rejoindre les zones libérées par le Front de libération du Mozambique (Frelimo), un mouvement marxisant qui combat le pouvoir colonial portugais, et y apprend les techniques de la guérilla.
En 1970, il rentre en Ouganda et intègre l'administration du président Milton Obote, comme membre des services secrets.
En 1973, il épouse Janet Museveni, également devenue femme politique aux côtés de son mari. Ils ont ensemble quatre enfants.

### Exil, retour, résistance
L’année suivante, à la suite du coup d'État d’Idi Amin Dada du 25 janvier 1971, il fuit en Tanzanie et fonde son mouvement, le Front for National Salvation (en) (FRONASA, gauche), opposé tant au dictateur Amin Dada qu’à l’ancien président Obote.
Il revient en Ouganda en 1979 à la tête de la guérilla aidée par l’armée tanzanienne. Idi Amin Dada a en effet commis la faute d’annexer une région de Tanzanie le 30 octobre 1978 lors de la guerre ougando-tanzanienne de 1978-1979, conduisant Julius Nyerere à le faire tomber avec l’appui du FRONASA de Museveni.
Celui-ci est alors un personnage populaire, qui devient ministre de la Défense. Mais son parti, le Mouvement patriotique ougandais, est largement battu aux élections (fortement contestées) de 1980, qui ramènent Obote à la tête de l'État. Alléguant un truquage des élections, Museveni se retire dans son fief pour mettre sur pied l’Armée de résistance nationale (NRA). Dès le 6 février 1981, il parvient, avec à peine une trentaine d’hommes, dont Paul Kagamé, futur président du Rwanda (qui lutte avec lui tout le long de la guérilla), à s’emparer du stock d’armes de la caserne de Kabamba. Progressivement, il bâtit à la fois le National Resistance Movement (NRM), aujourd'hui au pouvoir, et sa branche armée, la NRA. Grâce à la discipline imposée à ses troupes, il obtient le soutien de la population et celui, ambigu, de Kadhafi. « Dans un programme en dix points qui fera date, Museveni et ses partisans s’engagent pour la démocratie, la justice sociale, contre la corruption et le despotisme. »
Le 29 janvier 1986, la NRA entre dans Kampala et chasse Milton Obote de la présidence. La même année, il publie un recueil hagiographique, Selected Articles on the Uganda Resistance War, publié en Ouganda en 1986.

### Président de la République

#### Le «bon élève» du FMI

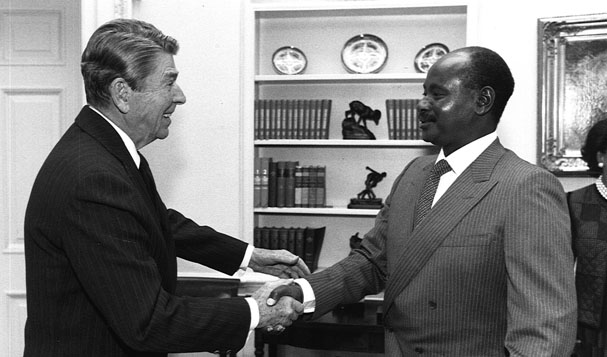
Yoweri Museveni et le président américain Ronald Reagan, en octobre 1987, à la Maison-Blanche.

Depuis qu’il a pris le pouvoir, Museveni maintient un État militarisé, en s’attachant à restaurer la paix dans un pays meurtri par la guerre civile (il réussit à mettre fin, en 2006, à la guérilla sanguinaire de l'armée de résistance du Seigneur) et à faire redémarrer une économie moribonde. Dès 1987, il abandonne ses principes marxistes pour passer un accord avec le Fonds monétaire international (FMI) et la Banque mondiale, et fait progressivement de l’Ouganda le « bon élève du FMI » en suivant les recommandations de l’institution financière, avec des résultats plutôt positifs.
Dans le droit fil du consensus de Washington, il privatise ainsi l’Uganda Commercial Bank, la « banque du peuple » . « L’Ouganda connaît une croissance moyenne de 6,5 % dans les années 1990, et de plus de 7 % dans les années 2000. Le taux de pauvreté est divisé par trois en l’espace de vingt ans. La « perle de l’Afrique » devient un modèle et un laboratoire des politiques libérales appliquées au continent. » Une classe moyenne se développe. Ces progrès économiques sont cependant à relativiser : à la chute de la dictature d'Amin Dada, l'Ouganda était totalement exsangue économiquement et le taux de pauvreté spectaculairement élevé. Il établit des quotas pour les femmes au Parlement, qui compte en 2016 plus d’un tiers de députées (de 1994 à 2003, Specioza Kazibwe fut sa vice-présidente).
Par ailleurs, il réussit à limiter fortement l’incidence du SIDA dans un pays alors ravagé par l’épidémie.
De 1991 à 1992, Museveni préside l’Organisation de l'unité africaine (OUA) et il est généralement considéré comme représentatif de la nouvelle génération de dirigeants africains. Lors de son voyage en Afrique en 1997, la secrétaire d’État américaine Madeleine Albright loue ainsi le régime de Museveni, évoquant une « démocratie uni-partiste » (sic).

#### Élections «libres» et soutien aux milices congolaises
Il soutient le Front patriotique rwandais (FPR) de son ami Paul Kagamé, qui prend le pouvoir au Rwanda en juillet 1994, mettant fin au génocide des Tutsis.
Lors de la première guerre du Congo (1996-1997), Museveni et Kagamé soutiennent la guérilla de Laurent-Désiré Kabila qui renverse le dictateur Mobutu, pillant au passage les ressources minières. Après s’être brouillé avec Kabila, président du Zaïre, rebaptisé Congo, l’armée de Museveni luttera lors de la deuxième guerre du Congo (1998-2002) avec le Rwanda et les rebelles de Jean-Pierre Bemba contre Kabila, mais ce soutien de Museveni aura un prix : ses soldats ne se gêneront pas pour piller les mines de diamants à Kisangani et d’or en Ituri. Museveni en tirera un gros profit.
En mai 1996, Museveni remporte la première élection présidentielle à se tenir en 16 ans, avec 74 % des suffrages, l’emportant contre l’ancien ministre et candidat officiel de l’opposition Paul Ssemogerere, ainsi que contre Mohamed Mayanja. En 1997, il introduit la gratuité de l’école primaire. Opposé à cinq autres candidats, dont notamment Kizza Besigye, il est réélu en mars 2001 avec 69,3 % des voix.

#### Changements constitutionnels
En juillet 2005, il fait adopter par le Parlement une modification de la Constitution pour lui permettre de se présenter à la prochaine élection présidentielle afin d’y briguer un troisième mandat. Dans le même temps, un référendum autorise à nouveau les candidats aux élections à se présenter sous la bannière d’un parti, ce qui avait été interdit dès 1986, au motif officiel que cela favorisait le sectarisme ethnique. Nombre d’observateurs relient ce référendum aux pressions exercées par les pays donateurs à la suite du raidissement du régime.
À l’issue des élections du 23 janvier 2006, il est réélu président de la République avec 60 % des voix. Au scrutin du 18 février 2011, il remporte 68 % des suffrages, contre 26 % à son principal adversaire Kizza Besigye, chef de l'opposition.

#### Lois anti-homosexuels
En février 2014, encouragé par des évangélistes américains, Yoweri Museveni tente de faire passer une nouvelle loi anti-homosexualité durcissant la répression de l'homosexualité et introduisant dans son projet initial la peine de mort pour les homosexuels récidivistes. Les pratiques homosexuelles étant déjà passibles de condamnation à perpétuité, cette nouvelle loi condamne toute promotion de l’homosexualité et rend obligatoire la dénonciation d’individus homosexuels. La Cour constitutionnelle ougandaise juge « nulle et non avenue » cette loi et l'annule en août 2014. À ce jour, les relations « charnelles contre nature » sont toujours passibles de la prison à vie. En dépit de ces éléments, la France décide de recevoir le président ougandais le 19 septembre 2016. En effet, le président ougandais n'avait pas été reçu à l'Élysée depuis le début du quinquennat de François Hollande.
Yoweri Museveni, pendant une rencontre à Kampala, désigne les personnes homosexuelles par le terme Ekifire en luganda, signifiant en français « les morts vivants » ou « demi-morts », pour soutenir la nouvelle loi anti-homosexuelle. Ce terme est repris par le photographe Frédéric Noy pour le titre de son œuvre Ekifire (les demis-morts), dédiée aux communautés LGBT d’Ouganda, du Burundi et du Rwanda.

#### Élection présidentielle de 2016
De nouveau candidat et favori de l’élection présidentielle qui se tient le 18 février 2016, il est déclaré élu par la commission électorale avec 60,75 % des voix contre son principal opposant, Kizza Besigye, crédité de 35,37 % des suffrages.

#### Élection présidentielle de 2021
En juillet 2020, Yoweri Museveni a été officiellement désigné par son parti, le Mouvement national de résistance (NRM), comme son candidat à l'élection présidentielle de 2021.
Le 4 novembre 2020, la commission électorale approuve la candidature du président sortant pour l'élection présidentielle ougandaise de 2021, qui a lieu le 14 janvier. Il affronte le leader de l'opposition Bobi Wine. Le 16 janvier 2021, la Commission électorale ougandaise déclare le président sortant Yoweri Museveni vainqueur de l'élection présidentielle remportant environ 58,6 % des voix contre 34,8 % des voix en faveur de Bobi Wine. Le président de la Commission électorale a rejeté les accusations de fraude avancées par Bobi Wine.
En 2018, Museveni signe une loi afin de supprimer la limite d’âge constitutionnelle de 75 ans requise pour exercer la fonction de président de la République
Le 12 mai 2021, Yoweri Museveni prête serment pour un sixième mandat.

#### Élection présidentielle de 2026
En juin 2025, la candidature de Yoweri Museveni à l'élection présidentielle de janvier 2026 est annoncée par le NRM, puis confirmée par Museveni,.

### Vie personnelle
Il est devenu pentecôtiste au début des années 2000 et prêche quelquefois à la Miracle Centre Cathedral (en), une église qu'il a inaugurée en 2004.

## Autobiographie
- (en) Yoweri Kaguta Museveni, Elizabeth Kanyogonya (éditeur scientifique) et Kevin Shillington (éditeur scientifique), Sowing the Mustard Seed : The Struggle for Freedom and Democracy in Uganda, Londres, éd. Macmillan, 3 janvier 1997, xiv-224-[8], 25 cm (ISBN 0-333-64234-1, LCCN 98201575).Ouvrage non traduit en français. Ses titre et sous-titre pourraient se traduire par « Semer la graine de moutarde : La Lutte pour la liberté et la démocratie en Ouganda ».